# Иупели, Малаки
Малаки Иупели (англ. Malaki Iupeli; 23 ноября 1965 — 1996) — самоанский регбист, выступавший на позиции фланкера.

## Биография
На протяжении своей карьеры представлял любительский клуб «Марист Сент-Джозеф». За сборную Самоа провёл 16 матчей: дебютировал 28 мая 1988 года против Тонга в городе Апиа, последнюю игру (и единственную на ЧМ-1995) провёл 4 июня 1995 года против Англии в Дурбане.

### Личная жизнь
В 1995 году у Иупели был диагностирован ВИЧ, позже вирусом заразились его жена Пеати Иупели и старший малолетний сын. Через год Малаки и его старший сын скончались.
Пеати как ВИЧ-инфицированная была уволена из банка, где до этого работала. После смерти мужа она стала известной активисткой по борьбе против СПИДа, воспитывая в одиночку второго ребёнка от Малаки, сына по имени Наталь. Она прожила 60 лет и умерла 28 мая 2015 года.